# Elvino Vardaro
Elvino Vardaro (né le 18 juin 1905 à Buenos Aires, mort le 5 août 1971 à Córdoba (Argentine)) était un compositeur et violoniste de tango argentin.

## Biographie
Elvino Vardaro a grandi dans le quartier Abasto de Buenos Aires et a commencé à étudier le violon à l'âge de quatre ans. À l'âge de quatorze ans, il fait ses débuts en concert lors d'un récital de musique classique et, alors qu'il joue du violon pour accompagner des films muets, il rencontre les pianistes Rodolfo Biagi et Luis Visca, qui jouent avec lui.
En 1922, il rejoint l'orquestre dirigé par Juan Maglio et joue ensuite avec l'ensemble du bandonéoniste Paquito Bernardo. L'année suivante, il rejoint l'orchestre de Roberto Firpo et joue aux côtés des violonistes Octavio Scaglione et Cayetano Puglisi, avec lesquels il se lie d'amitié.
En 1926, le bandonéoniste Pedro Maffia quitte l'orchestre de Julio de Caro et forme son propre ensemble avec Osvaldo Pugliese au piano, Pedro Maffia et Alfredo De Franco aux bandonéons, Elvino Vardaro et Emilio Puglisi aux violons et Francisco De Lorenzo à la contrebasse. La même année, Vardaro compose son premier tango, "Grito del alma".
En 1929, il s'associe à Osvaldo Pugliese pour former le sextuor Vardaro-Pugliese, qui jouera jusqu'en 1931. Deux ans plus tard, il organise un sextuor avec Aníbal Troilo et Jorge Argentino Fernandez aux bandonéons, Hugo Baralis et Vardaro aux violons, Pedro Carracciolo à la contrebasse et Jose Pascual au piano. En 1935, il introduit un troisième bandonéoniste Eduardo Marino et en 1937, les chanteurs Francisco Alfredo Marino, Carlos Lafuente, Guillermo Arbos et Nelly de la Vega rejoignent l'ensemble qui se produit dans des cafés, des cabarets et à la radio à Buenos Aires et à Montevideo en Uruguay. En 1938, il joue avec Lucio Demare dans un ensemble comprenant le chanteur Juan Carlos Miranda et deux pianos.
Après s'être retiré à Cordoba, il réapparaît en 1941 pour diriger l'orchestre de jazz "Brighton Jazz", qui se produit sur Radio El Mundo et dans des cafés et cabarets et enregistre deux œuvres, dont l'une, "Violinomania", a été écrite par Argentino Galván et dédiée à Vardaro en hommage à sa virtuosité.
Pendant plusieurs années, il a joué dans l'orchestre de Joaquin Do Reyes et a été entendu sur Radio El Mundo. Au cours des années 1940 et 1950, il s'est produit avec les orchestres de Adolfo Perez, Osvaldo Fresedo et Fulvio Salamanca.
En 1955, il rejoint l'Orquesta de Cuerdos d'Ástor Piazzolla et, en 1961, le premier Quinteto de Piazzolla. À la même époque, il se produit également avec l'orchestre de Carlos di Sarli.
Dans les dernières années de sa vie, il s'installe à Arguello, près de la ville de Cordóba, où il joue dans l'orchestre symphonique provincial jusqu'à sa mort le 5 août 1971.

## Compositions
- Grito del alma ou Tinieblas (paroles de Juan Velich)
- Dominio (paroles de Luis Rubistein)
- Imaginación " (valse écrite en collaboration avec Oscar Arona, paroles de Francisco García Jiménez)
- Amalia (polka)
- Mía (écrite en collaboration avec Oscar Arona, paroles de Celedonio Flores)
- Te llama mi violín (paroles de Cátulo Castillo)
- Un beso
- Y a mí qué me importa (écrit en collaboration avec Eduardo Moreno)
- El repique
- Miedo (écrit en collaboration avec Oscar Arona, paroles de Francisco García Jiménez)
- Fray milonga (paroles de Francisco García Jiménez)

## Filmographie
- Paths of Faith (1938)
- El último encuentro (1938)
- Así es el tango (1937)